# Partido Social Trabalhista (1996)
O Partido Social Trabalhista (PST) foi um partido político brasileiro, criado em 1996, por ex-membros do antigo Partido Social Trabalhista de 1988.

## História
Em 1996, o partido foi criado, tendo Marcílio Duarte, último presidente do PST de 1988, como presidente nacional. O partido teve o humorista Dedé Santana como candidato a vereador pelo município do Rio de Janeiro, tendo obtido 13.103 votos.
Na eleição presidencial de 1998, chegou a apoiar a candidatura do ex-presidente Collor, antes desta ser invalidada, elegendo apenas um deputado federal (Lincoln Portela, pelo estado de Minas Gerais). Disputou ainda as eleições de 2000 e 2002, sem grande destaque. Nesta última, Marcílio Duarte inovou na tentativa de conquistar uma vaga de deputado federal (o partido, juntamente com os também extintos PGT e o PHS, apoiou a candidatura de Carlos Apolinário ao governo de São Paulo): em boa parte da campanha, suas inserções resumiam-se à frase "Quem é 1818?", e mais tarde, pôde mostrar o rosto. A jogada não deu muito certo, pois Marcílio angariou apenas 10.584 votos dos eleitores paulistas, sendo o terceiro mais votado entre os postulantes a deputado federal pelo partido.
Em 2003, o PST foi incorporado ao Partido Liberal juntamente com o Partido Geral dos Trabalhadores.
| Partido Geral dos Trabalhadores (PGT) 1995–2003 |  | Partido Liberal (PL) 1985–2006                              |  | Partido da República (PR) 2006–2019 | Partido Liberal (PL) 2019–presente |
| Partido Social Trabalhista (PST) 1996–2003      |  | Partido Liberal (PL) 1985–2006                              |  | Partido da República (PR) 2006–2019 | Partido Liberal (PL) 2019–presente |
|                                                 |  | Partido de Reedificação da Ordem Nacional (PRONA) 1989–2006 |  | Partido da República (PR) 2006–2019 | Partido Liberal (PL) 2019–presente |